# Sega Genesis Classics

『SEGA Genesis Classics』(SEGAジェネシスクラシックス)は、2010年6月1日にセガより発売されたWindows用(XP以降)ゲームソフト。欧州と日本においては『SEGA Mega Drive Classics』(SEGAメガドライブクラシック)のタイトルで発売された。公式ゲームのハックROMを実行できる『SEGA Mega Drive & Genesis Classics Hub』(SEGAメガドライブとジェネシスクラシックスハブ)というアプリも2016年からSteamで発売されました。2017年のアップデートより、Unityで作成された3Dルームである「SEGA Game Room」が含まれています。2018年にはPlayStation 4、Xbox One、Nintendo Switch、macOS、Linux向けにも発売されました。メガドライブで発売された58タイトルを収録。
日本ではPC版が発売されています。各5,610円（税別）。ほとんどのゲームは2012年に個別にダウンロードできるようになりました。日本のMicrosoft StoreにはXbox One版のページがありますが、購入することはできません。IARCによって12+とレイティングされている。
ソフトのダウンロード販売は2024年12月6日11:59をもって終了。
欧州とオーストラリアでは、このコンピレーションは『SEGA Mega Drive Classic Collection』(SEGAメガドライブクラシックコレクション)としてさまざまなCD-ROMディスクでも発売されました。

## 収録ゲーム
| 海外版タイトル                              | 日本国内でのタイトル                                | ジャンル         |
| ------------------------------------------- | --------------------------------------------------- | ---------------- |
| Alex Kidd in the Enchanted Castle           | アレックスキッド 天空魔城                           | アクション       |
| Alien Soldier                               | エイリアンソルジャー                                | アクション       |
| Alien Storm                                 | エイリアンストーム                                  | アクション       |
| Altered Beast                               | 獣王記                                              | アクション       |
| Beyond Oasis                                | ストーリー オブ トア 〜光を継ぐ者〜                 | ロールプレイング |
| Bio-Hazard Battle                           | クライング 亜生命戦争                               | シューティング   |
| Bonanza Bros.                               | ボナンザブラザーズ                                  | アクション       |
| Columns                                     | コラムス                                            | パズル           |
| Columns III                                 | コラムスIII 対決！コラムスワールド                  | パズル           |
| Comix Zone                                  | コミックスゾーン                                    | アクション       |
| Crack Down                                  | クラックダウン                                      | アクション       |
| Decap Attack                                | まじかるハットのぶっとびターボ!大冒険               | アクション       |
| Dr. Robotnik's Mean Bean Machine            | ドクターエッグマンのミーンビーンマシーン            | パズル           |
| Dynamite Headdy                             | ダイナマイトヘッディー                              | アクション       |
| Ecco the Dolphin                            | エコー・ザ・ドルフィン                              | アクション       |
| Ecco: The Tides of Time                     | エコー・ザ・ドルフィンII                            | アクション       |
| Ecco Jr.                                    | エコーJr.                                           | アクション       |
| E-SWAT: City Under Siege                    | ESWAT：サイバーポリス イースワット                  | アクション       |
| Eternal Champions                           | エターナルチャンピオンズ                            | アクション       |
| Fatal Labyrinth                             | 死の迷宮                                            | ロールプレイング |
| Flicky                                      | フリッキー                                          | アクション       |
| Gain Ground                                 | ゲイングランド                                      | アクション       |
| Galaxy Force II                             | ギャラクシーフォースII                              | シューティング   |
| Golden Axe                                  | ゴールデンアックス                                  | アクション       |
| Golden Axe II                               | ゴールデンアックスII                                | アクション       |
| Golden Axe III                              | ゴールデンアックスIII                               | アクション       |
| Gunstar Heroes                              | ガンスターヒーローズ                                | アクション       |
| Kid Chameleon                               | カメレオンキッド                                    | アクション       |
| Landstalker                                 | ランドストーカー 〜皇帝の財宝〜                     | ロールプレイング |
| Light Crusader                              | ライトクルセイダー                                  | ロールプレイング |
| Phantasy Star II                            | ファンタシースターII 還らざる時の終わりに           | ロールプレイング |
| Phantasy Star III: Generations of Doom      | 時の継承者 ファンタシースターIII                    | ロールプレイング |
| Phantasy Star IV: The End of the Millennium | ファンタシースター 千年紀の終りに                   | ロールプレイング |
| Ristar                                      | リスター・ザ・シューティングスター                  | アクション       |
| Shadow Dancer: The Secret of Shinobi        | シャドーダンサー ザ・シークレット・オブ・シノビ     | アクション       |
| Shining in the Darkness                     | シャイニング&ザ・ダクネス                           | ロールプレイング |
| Shining Force                               | シャイニング・フォース 神々の遺産                   | ロールプレイング |
| Shining Force II                            | シャイニング・フォースII 古えの封印                 | ロールプレイング |
| Shinobi III: Return of the Ninja Master     | ザ・スーパー忍II                                    | アクション       |
| Sonic 3D Blast                              | ソニック3Dブラスト                                  | アクション       |
| Sonic Spinball                              | ソニックスピンボール                                | アクション       |
| Sonic the Hedgehog                          | ソニック・ザ・ヘッジホッグ                          | アクション       |
| Sonic the Hedgehog 2                        | ソニック・ザ・ヘッジホッグ2                         | アクション       |
| Sonic the Hedgehog 3 & Knuckles             | ソニック・ザ・ヘッジホッグ3 ソニック&ナックルズ     | アクション       |
| Space Harrier II                            | スペースハリアーII                                  | シューティング   |
| Streets of Rage                             | ベア・ナックル                                      | アクション       |
| Streets of Rage 2                           | ベア・ナックルII 死闘への鎮魂歌                     | アクション       |
| Streets of Rage 3                           | ベア・ナックルIII                                   | アクション       |
| Super Thunder Blade                         | スーパーサンダーブレード                            | シューティング   |
| Sword of Vermilion                          | ヴァーミリオン                                      | ロールプレイング |
| The Revenge of Shinobi                      | ザ・スーパー忍                                      | アクション       |
| ToeJam & Earl                               | トージャム&アール                                   | アクション       |
| ToeJam & Earl in Panic on Funkotron         | トージャム&アール イン パニック オン ファンコトロン | アクション       |
| Vectorman                                   | ベクターマン                                        | アクション       |
| Vectorman 2                                 | ベクターマン2                                       | アクション       |
| Virtua Fighter 2                            | バーチャファイター2                                 | アクション       |
| Wonder Boy III: Monster Lair                | ワンダーボーイIII モンスターレア                    | アクション       |
| Wonder Boy in Monster World                 | ワンダーボーイV モンスターワールドIII               | アクション       |

## CD-ROM版
Windowsのみ。
SEGA Mega Drive Classic Collection Volume 1
2010年に発売。PAL地域のみで販売されます。型式: INL-S118
- Altered Beast
- Comix Zone
- Crack Down
- Ecco the Dolphin
- Gain Ground
- Golden Axe
- Shinobi III: Return of the Ninja Master
- Sonic the Hedgehog
- Space Harrier II
- Vectorman

SEGA Mega Drive Classic Collection Volume 2
2010年に発売。PAL地域のみで販売されます。型式: INL-S119
- Alex Kidd in the Enchanted Castle
- Bonanza Bros.
- Columns
- Ecco Jr.
- E-SWAT
- Fatal Labyrinth
- Galaxy Force II
- Golden Axe II
- Kid Chameleon
- Ristar
- Sonic the Hedgehog 2
- Super Thunder Blade

SEGA Mega Drive Classic Collection Volume 3
2010年に発売。PAL地域のみで販売されます。型式: INL-S120
- Alien Storm
- Bio-Hazard Battle
- Columns III
- Decap Attack
- Ecco: The Tides of Time
- Flicky
- Sonic Spinball
- Sonic the Hedgehog 3 & Knuckles
- Sword of Vermillion
- Virtua Fighter 2

SEGA Mega Drive Classic Collection Volume 4
2010年に発売。PAL地域のみで販売されます。型式: INL-S121
- Alien Soldier
- Dr. Robotnik's Mean Bean Machine
- Gunstar Heroes
- Landstalker
- Light Crusader
- Sonic 3D: Flickies' Island
- Shining in the Darkness
- Shining Force
- Shining Force II
- Streets of Rage
- Streets of Rage 2
- ToeJam & Earl
- ToeJam & Earl in Panic on Funkotron
- Wonder Boy: Monster Lair

SEGA Genesis Classic Collection Gold Edition
2011年に発売。欧州においては『SEGA Mega Drive Classic Collection Gold Edition』のタイトルで発売された。すべてのディスクのほとんどのソフトが1枚のCD-ROMに収録されています。型式: INL-S122
さらに、『SEGA Genesis Classic Collection Volume 5』(『SEGA Mega Drive Classic Collection Volume 5』の欧州タイトル)という名前の第5巻がSteamのみで独占販売されました。2017年までに撤去されました。